# Amacuzac
Amacuzac es una localidad mexicana situada en el estado de Morelos, cabecera del municipio homónimo.

## Etimología
El nombre "Amakozac" proviene del náhuatl y se compone de los vocablos "Amatl" que significa amate o papel; "cuztic" que significa "cosa amarilla", "a" contracción de "atl" que significa agua y "c" contracción de "co" que significa lugar. La conjugación de todos los vocablos significa "En el río de los amates amarillos". A pesar de otras descripciones etimológicas, este significado corresponde de mejor manera con el de los elementos que integran del glifo prehispánico, presente tanto en la matrícula de tributos como en el códice mendocino: al centro un rectángulo amarillo representando una hoja de papel amate, sobre el cual hay una encía con dos dientes que significa abundancia y bajo el cual existe el símbolo "atl" que significa agua y que por relación representa el río.

## Historia
Los orígenes del pueblo de Amacuzac se remontan al poblamiento del Valle de Morelos por los tlahuicas durante la peregrinación de las tribus nahuatlacas al centro del país en el siglo XI, aunque, en distintos puntos del municipio se encuentran vestigios arqueológicos que datan de más de 3000 años, desde el tiempo del horizonte olmeca. En el siglo XIV los mexicas, otro grupo de origen nahua, incursionaron en la región y para de 1430 comenzaron a extender su imperio quedando Amacuzac entre los pueblos sometidos por los aztecas dentro del Señorío del Cuauhnáhuac, como consta tanto en la matrícula de tributos como en el códice mendocino.
Según su etimología, el nombre de Amacuzac proviene del náhuatl Amakozac, término compuesto por amatl (“amate” o “papel”), custic (“cosa amarilla”) y a’c’ (contracción de los vocablos “atl” que significa agua y “co” que es un adverbio de lugar), de manera que puede traducirse como “en el río de los amates amarillos”. El glifo prehispánico corrobora esta interpretación pues se compone de una encía (con dos dientes) que refiere a la abundancia, bajo la cual hay un recuadro amarillo que representa el papel amate y en la parte inferior del mismo la representación del vocablo “atl” como si se tratara de un río. El nombre Amacuztitlán también conocido entre los pobladores es apócrifo, pues por sus partículas se nota que no es una palabra en náhuatl, sin embargo, se sabe por tradición oral que así se refirieron los primeros españoles y mestizos al pueblo que ellos mismos formaron.
Durante la Colonia, Amacuzac y otros pueblos pequeños que lo circundaban pertenecieron al Marquesado del Valle de Oaxaca, adjudicado a Hernán Cortés. Durante esta época, los nativos de Amacuzac, fueron protegidos de los encomenderos españoles debido a que proporcionaban el servicio de cruce de mercancías y ganado, en un punto conocido como “El Balseadero” a través de pangas o chalanas y el tributo de pescado, “Oficio” que les permitió tener un gobernador indígena hasta por lo menos 1740 cuando sobrevino la terrible epidemia del Matlazáhuatl o Cólera Morbo que diezmó severamente la población indígena del lugar,como sucedió en gran parte del centro de México. Entre el siglo XVI y el siglo XVIII, perdió gran parte de sus tierras que le fueron quitadas por despojo de la Hacienda de San Gabriel Las Palmas, principalmente tomadas al pueblo de Huajintlán. 
A mediados del siglo XVIII, algunos españoles venidos tanto de Tetipac como de Contlalco llegaron a Amacuzac y se establecieron en un lugar conocido hasta la fecha como “El Ojo de Agua” al poniente del actual Amacuzac y muy cerca de otra cuadrilla que se formó posteriormente conocida como “La Playa” en la cordillera del río Amacuzac, próxima a Huajintlán. Miguel Aranda, español originario de Tetipac, fue el primero en establecer el pueblo de blancos; le sucedió su hijo Vicente quien fue padre de Aniceto Crescencio de Jesús Aranda Toledo a quién le ha sido atribuida la refundación de Amacuzac en el siglo XIX. Después de Miguel Aranda llegó al lugar proveniente de Contlalco el señor Albino Aranda y posteriormente muchas otras familias. Una vez que la población indígena prácticamente había desaparecido, en el mismo sitio donde existió la aldea prehispánica, se estableció el nuevo pueblo de blancos y mestizos quienes abandonaron su asentamiento en el Ojo de Agua, según se puede corroborar en los archivos de la Iglesia de San Francisco de Asís, nombre que recibe la parroquia debido a que desde los inicios de la conquista fue evangelizada por franciscanos provenientes del convento de Tlaquiltenango.
El 13 de mayo de 1868, perteneciendo aún la región al Estado de México, Amacuzac fue erigido municipio, integrándose con las localidades de Huajintlán, la Hacienda de San Gabriel las Palmas y las cuadrillas de Miahuatlán y la Playa en el distrito de Tetecala. Al siguiente año fue creado el Estado de Morelos siendo Amacuzac por consiguiente uno de sus municipios y sólo durante un año fue municipio del Estado de México. 
El 4 de marzo de 1891, en el pueblo de Amacuzac, se celebraron los representantes de los Estados de Morelos y Guerrero, una serie de conferencias; dando como resultado la estructuración y firma de un convenio, en el cual se reconoció expresamente la línea divisora que corre por las cumbres de la Serranía de Ocotlán, dicho convenio fue aprobado por el Gobierno del Estado, según decreto 30 de abril de 1892. 
En el año de 1920 se presentaron serias dificultades con el Estado de Guerrero, por cuestión de límites territoriales, pues las autoridades de Huitzuco invadieron el Territorio Morelense, para resolver este problema se reunieron nuevamente en la Ciudad de México en el año de 1922, siendo Presidente Álvaro Obregón, quién reconoció como línea divisora con el estado de Guerrero, la que pasa por las cumbres de la serranía de Ocotlán, situada al sur del río Amacuzac, el 23 de mayo de 1923. Aniceto Aranda en 1853 funda el pueblo de Amacuzac.

## Perfil sociodemográfico
La población de la localidad Amacuzac consiste en 5368 habitantes. Su grado de marginación es bajo y pertenece al ámbito urbano.

## Actividades económicas
Las principales actividades que se realizan en las localidades regidas por la cabecera son la agropecuaria, el cultivo de caña de azúcar, sorgo, maíz, frijol, cacahuate y hortalizas como sandía, calabaza y pepino.

## Organización gubernamental
Las principales localidades que rige la cabecera municipal son:  Amacuzac, San Gabriel las Palmas, Huajintlán y Teacalco.

## Fiestas y tradiciones
La fiesta en honor a San Gabriel Arcángel que recorre todo el municipio, tiene lugar en la cabecera municipal el día  24 de marzo  y dura una semana en la cual desde hace varios años están invitados las personas del barrio de Ocotepec con ellos traen la visita de la virgen de la Candelaria.
Otras son las festividades de los Peregrinos el 24 de diciembre y la virgen de Guadalupe el 12 de diciembre.

## Hidrografía
El río Amacuzac cruza por la localidad de Amacuzac y sus orillas convergen con las playas naturales.

## Comunicación y transporte
Se cuenta con carreteras vecinales que unen a Amacuzac con las comunidades.